# Goetheana rabelaisi
Goetheana rabelaisi är en stekelart som beskrevs av Triapitsyn 2005. Goetheana rabelaisi ingår i släktet Goetheana och familjen finglanssteklar. Inga underarter finns listade i Catalogue of Life.